# Пакора
Пакора (вимовляється [Pəkoːɽaː]), ще називають її pikora, pakoda, pakodi, fakkura, bhajiya, bhajji, бгаджа або ponako, — це смажена закуска, що походить з Індійського субконтиненту. Де її подають у ресторанах і продають вуличні продавці. Також пакору подають в індійських ресторанах та в південноазійських ресторанах західного світу.

## Етимологія
Слово pakoṛā походить із санскриту पक्ववट pakvavaṭa, сполука pakva («приготовлена») та вада (маленька грудочка) (приготовлена маленька грудочка). Схожа до неї vaṭaka, «круглий пиріг із імпульсу, обсмаженого в олії чи топленому маслі».

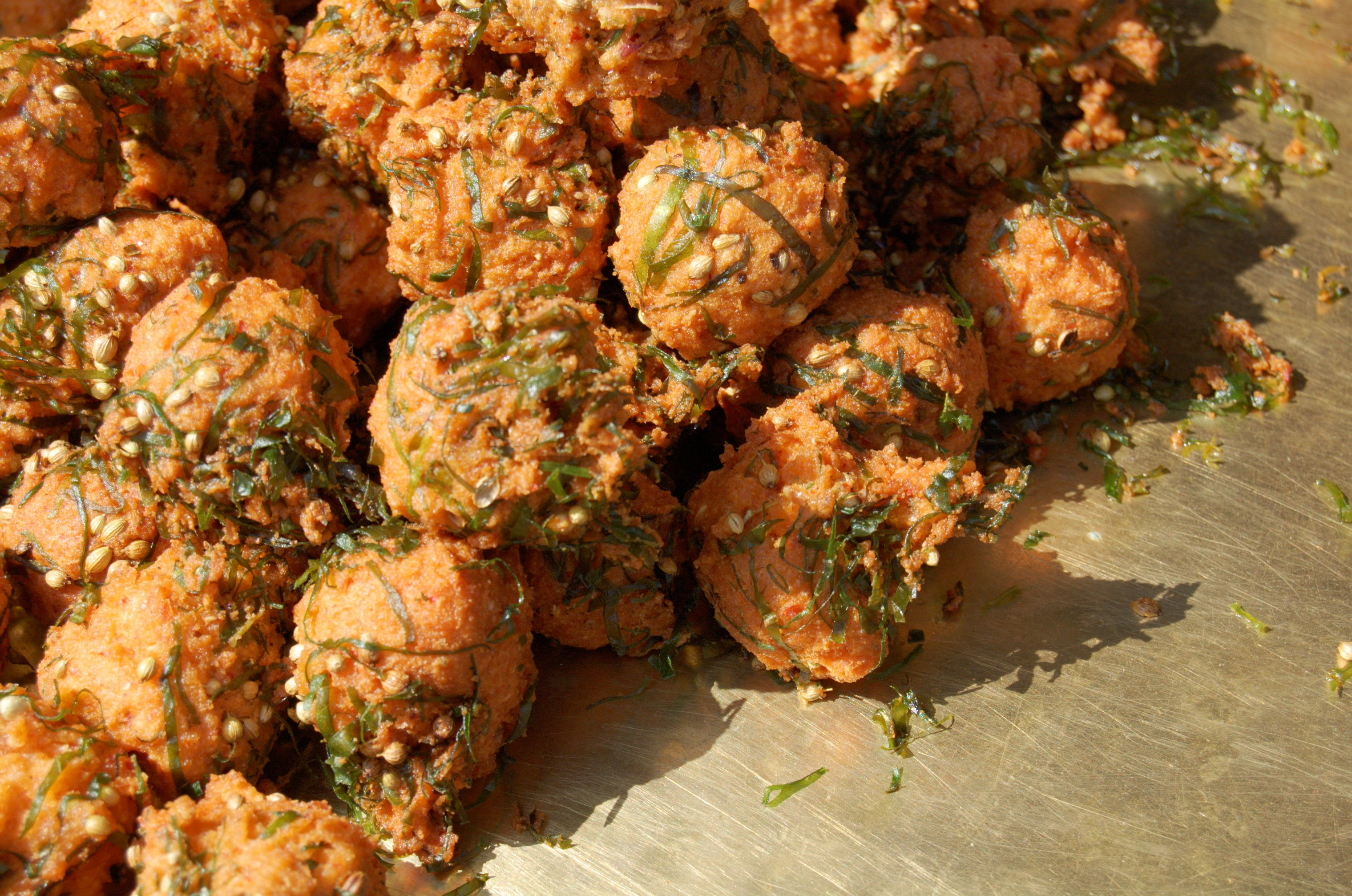
Пакора в Джайпурі.

## Імена
У Махараштрі пакору називають бгаджі, а в Андхра-Прадеш / Телангана та Карнатака, — баджі. Зазвичай назва овочу, який усмажується у фритюрі, має поряд слово bajji. Наприклад, картопляний баджі — це нарізана картопля, загорнута в кляр і смажена у фритюрі. У індійських штатах під пакодою розуміють дрібно нарізану цибулю з зеленим чилісом та спеціями, змішаних у грамовому борошні. Суміш скручують у невеликі кульки та смажать у фритюрі. Пакоди зовні дуже хрусткі, а всередині — занадто м'які. Медіа-пакода в ресторанах виготовляється з будь-якого іншого інгредієнта, наприклад, картоплі і вона ще м'якша.

## Підготовка
Пакору готують з одного або двох основних інгредієнтів, таких як цибуля, баклажани, картопля, шпинат, цвітна капуста, подорожник, панір, помідор або перець чилі. Можна також готувати з хлібом, гречкою, арахісом, рибою або куркою. Їх занурюють у тісто, виготовлене з грамового борошна (борошно з нуту / квасолі), а потім смажать у фритюрі. Найпопулярнішими сортами є п'яаз пакора, виготовлена з цибулі, та алоо пакора, виготовлена з картоплі. Інші варіації включають панір пакора, приготовлений із паніру (м'який сир) і палак пакора, виготовлений зі шпинату. Цибулевий баджі самостійно готують із цибулі. Варіація пакори з грамового борошна, листя пажитника та солі називається «Фулавда», дуже популярний препарат бгаджія в Гуджараті. Інший варіант варіюється з пшеничним борошном, сіллю та крихітними шматочками картоплі чи цибулі (за бажанням), і називається полуденною барією (нун = сіль) (гінді नूनबरिया).

## Сервірування
Пакору зазвичай подають як закуску. В Індії є традиція подавати пакору з масала-чаєм гостям, які прибувають на церемонії одруження. Зазвичай їх доповнюють тамариндом, райтою або чатні. У Сполученому Королівстві пакори популярні як закуска швидкого харчування, її можна придбати в ресторанах, де подають страви індійського субконтиненту.

## Галерея

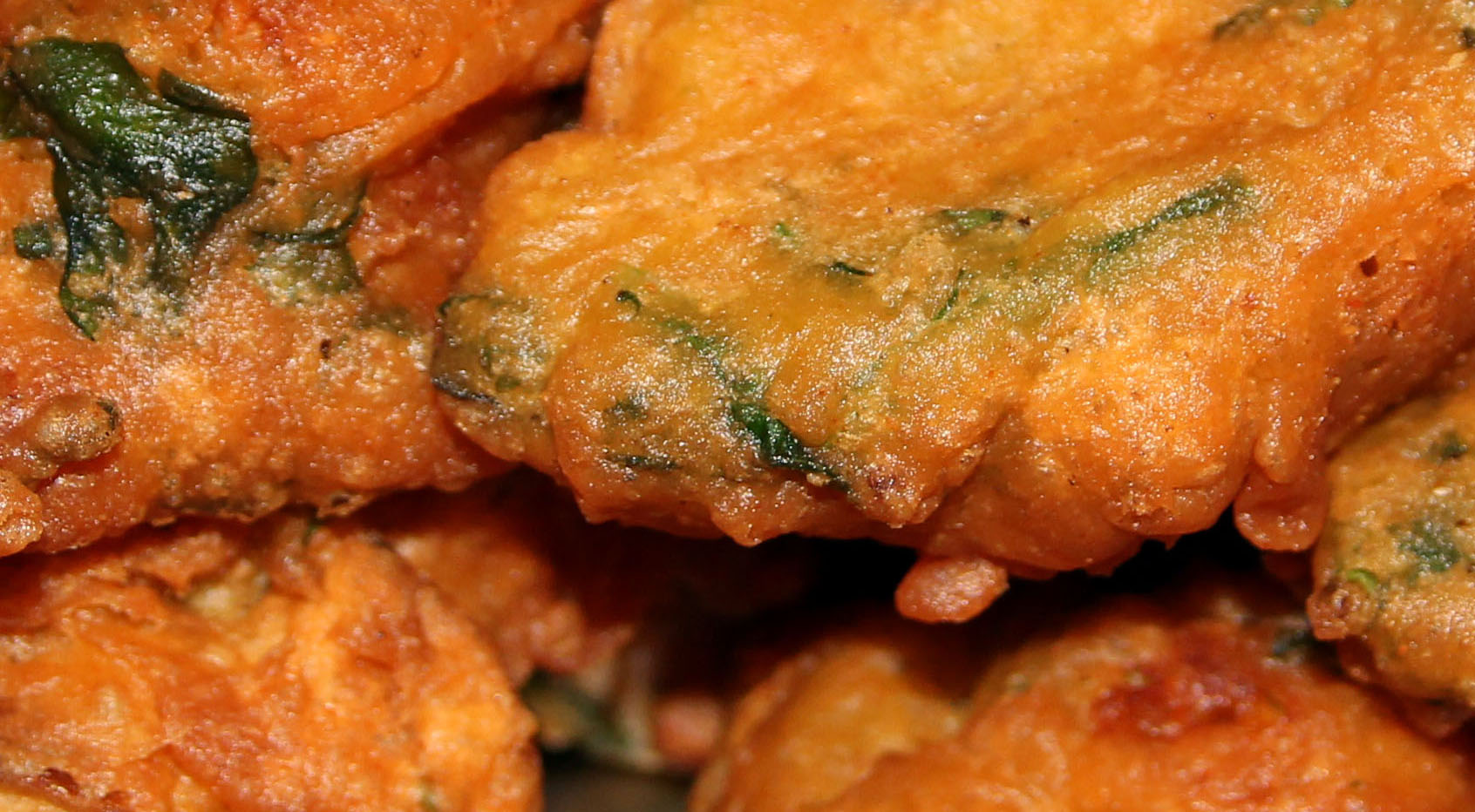
Закрита пакора, що містить шпинат
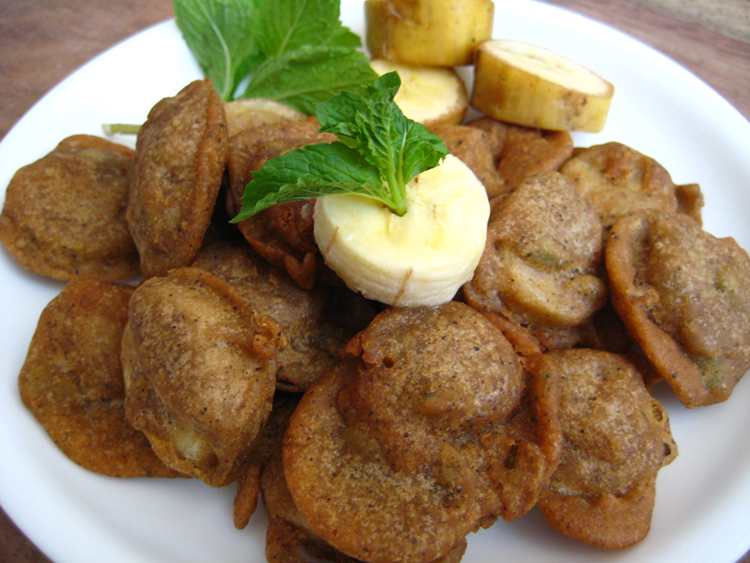
Бананова пакора, приготовлена із зелених сирих скибочок банану, змочених у борошні Сингара (водному каштановому борошні).
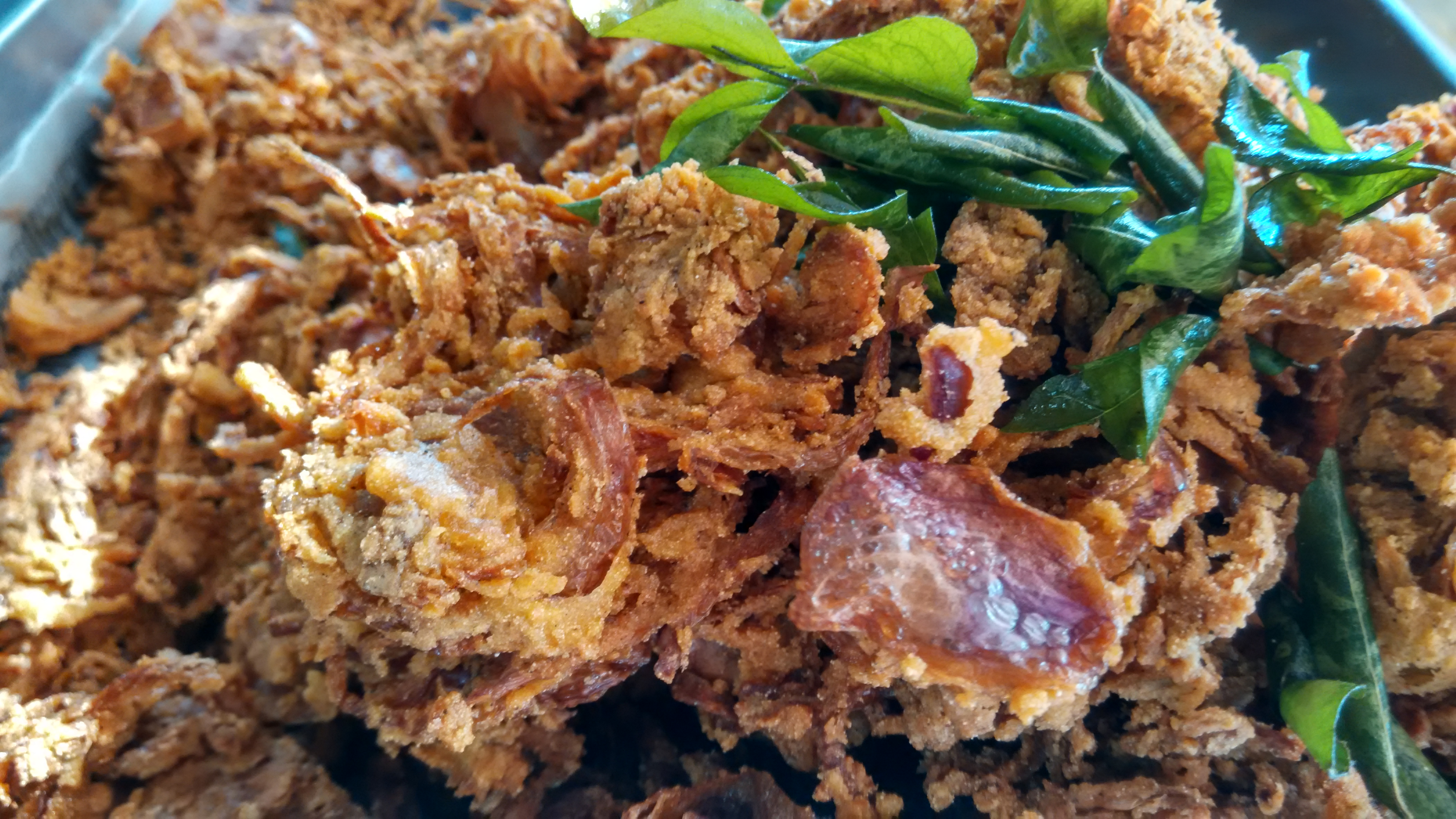
Цибуля пакора.
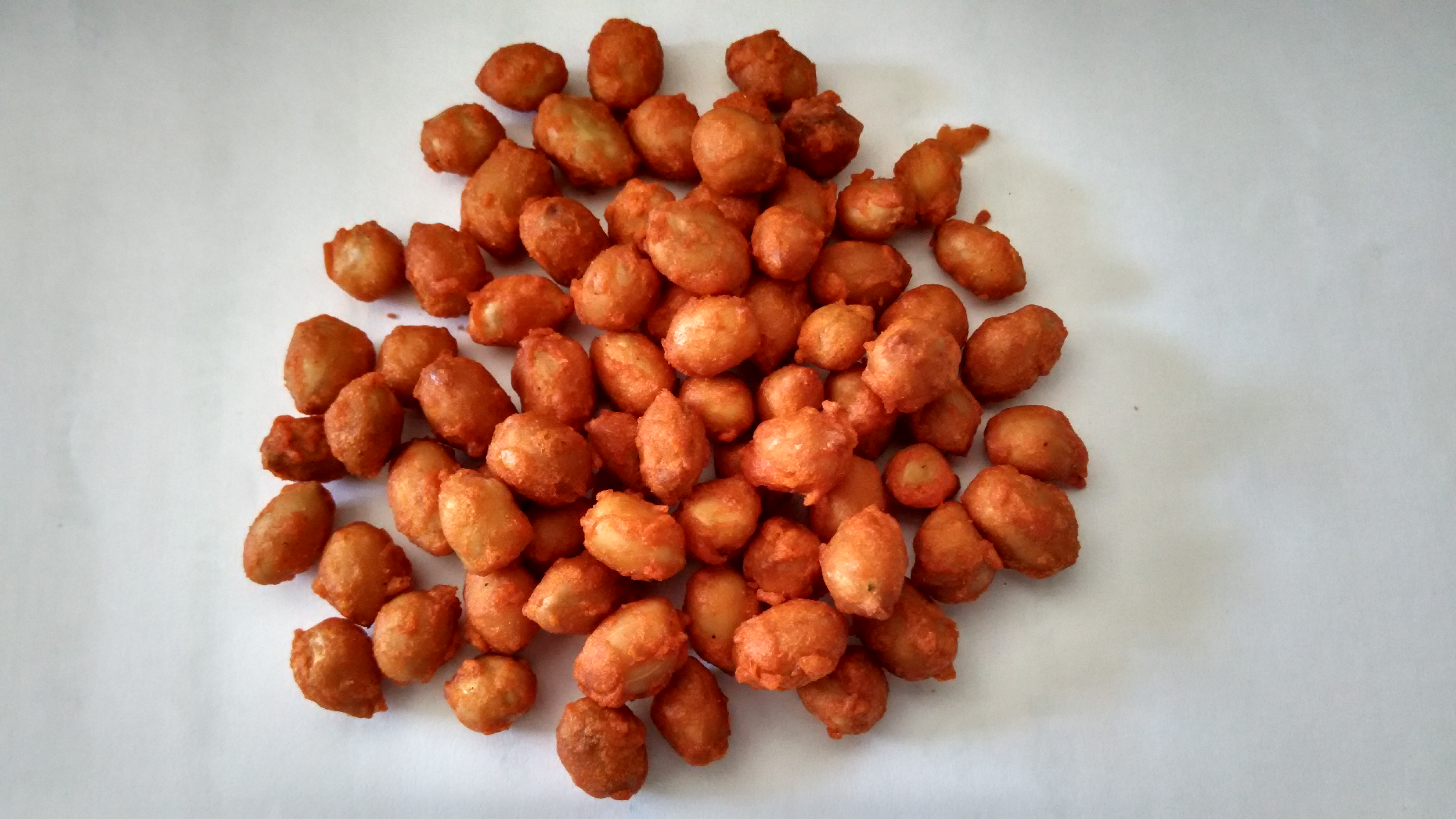
Арахісова пакора.
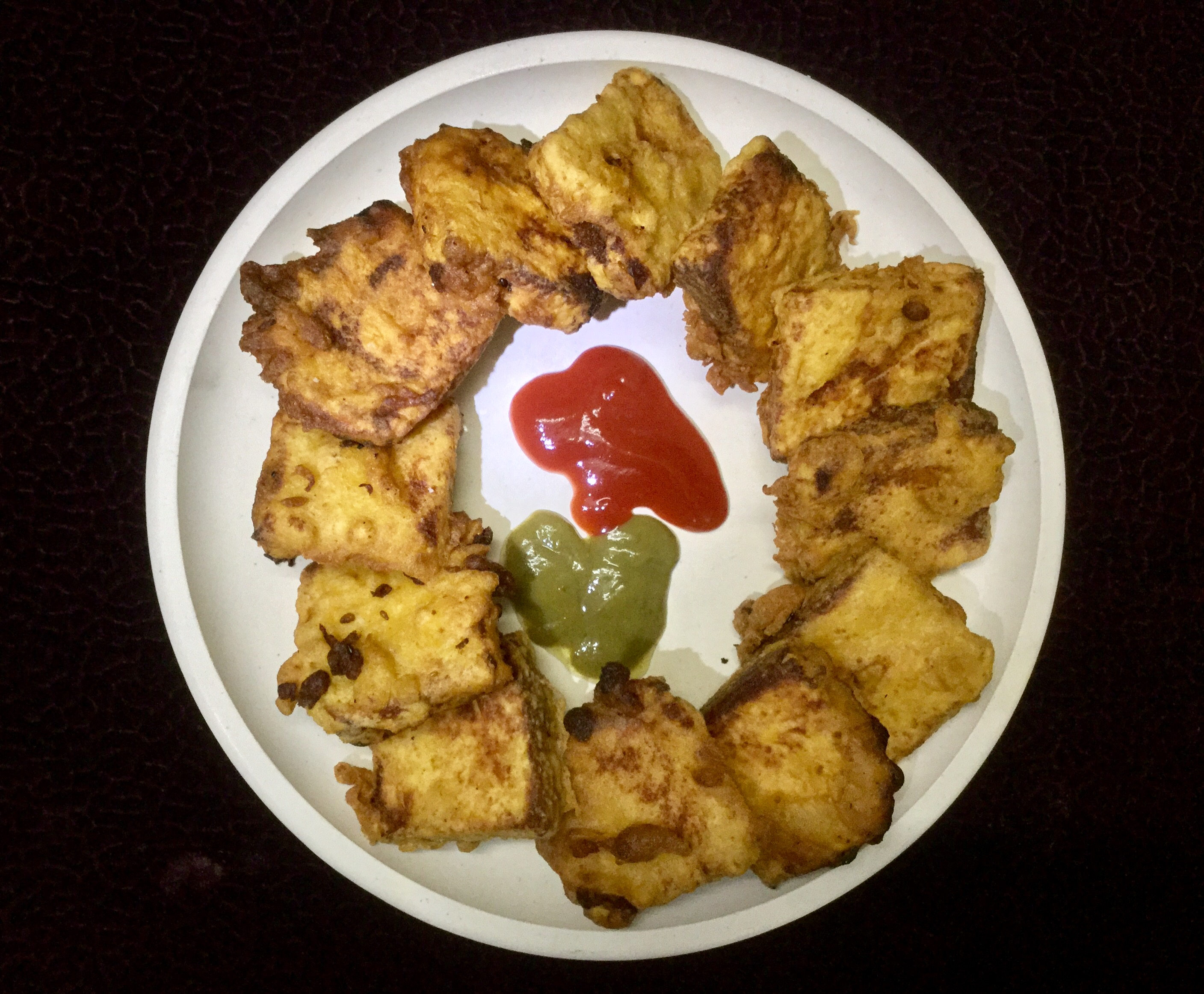
Пакора для хліба, виготовлена шляхом смаження скибочок хліба, покритих грамовим борошном